# Sorghastrum pogonostachyum
Sorghastrum pogonostachyum là một loài thực vật có hoa trong họ Hòa thảo. Loài này được (Stapf) Clayton miêu tả khoa học đầu tiên năm 1975.